# Libnotes grammoneura
Libnotes grammoneura är en tvåvingeart som först beskrevs av Alexander 1962.  Libnotes grammoneura ingår i släktet Libnotes och familjen småharkrankar. Inga underarter finns listade i Catalogue of Life.